# Leopold-Kunschak-Platz
Der Leopold-Kunschak-Platz (umgangssprachlich meist Kunschak-Platz) ist ein um 1900 entstandener Platz in Wien-Hernals. Er wurde 1971 nach dem Politiker Leopold Kunschak benannt.
Am Anfang der Alszeile gelegen, ist er am besten bekannt als Vorplatz des Hernalser Friedhofs, dessen denkmalgeschütztes Hauptgebäude die Nordseite des Platzes dominiert. Ebenfalls unter Denkmalschutz stehen die Gebäude der Rettungsstation Hernals, die das Wiener Rettungsmuseum beherbergt und die dreibogige Stadtbahnbrücke von Otto Wagner, über die die Linie S45 verkehrt. Daneben beherbergt der Platz ein bei Friedhofsbesuchern und Anrainern beliebtes Gasthaus sowie das Bildhauerzentrum arteum.
Während der Platz nicht direkt an der Hernalser Hauptstraße liegt, ist das Hauptgebäude des Friedhofs über eine Sichtachse (Schultheßgasse) mit dieser verbunden. Der Kunschak-Platz ist über den rund 250 Meter entfernten hochrangigen Verkehrsknotenpunkt Bahnhof Hernals ans öffentliche Nahverkehrsnetz (S45, 43, Autobusse) angebunden. Auf dem Platz selbst befindet sich die Haltestelle Hernalser Friedhof, die aber nur vom 42A in Richtung Schafberghöhe angefahren wird. Ein Teil des Platzes wird als Busparkplatz genutzt und ist daher für viele Reisende der erste Stopp in Wien. Seit der Führung der umstrittenen B222 (siehe Wiener Vororte Straße) über den Platz in den späten 1980er Jahren überwiegt die Verkehrs- gegenüber der Aufenthaltsfunktion.

## Galerie

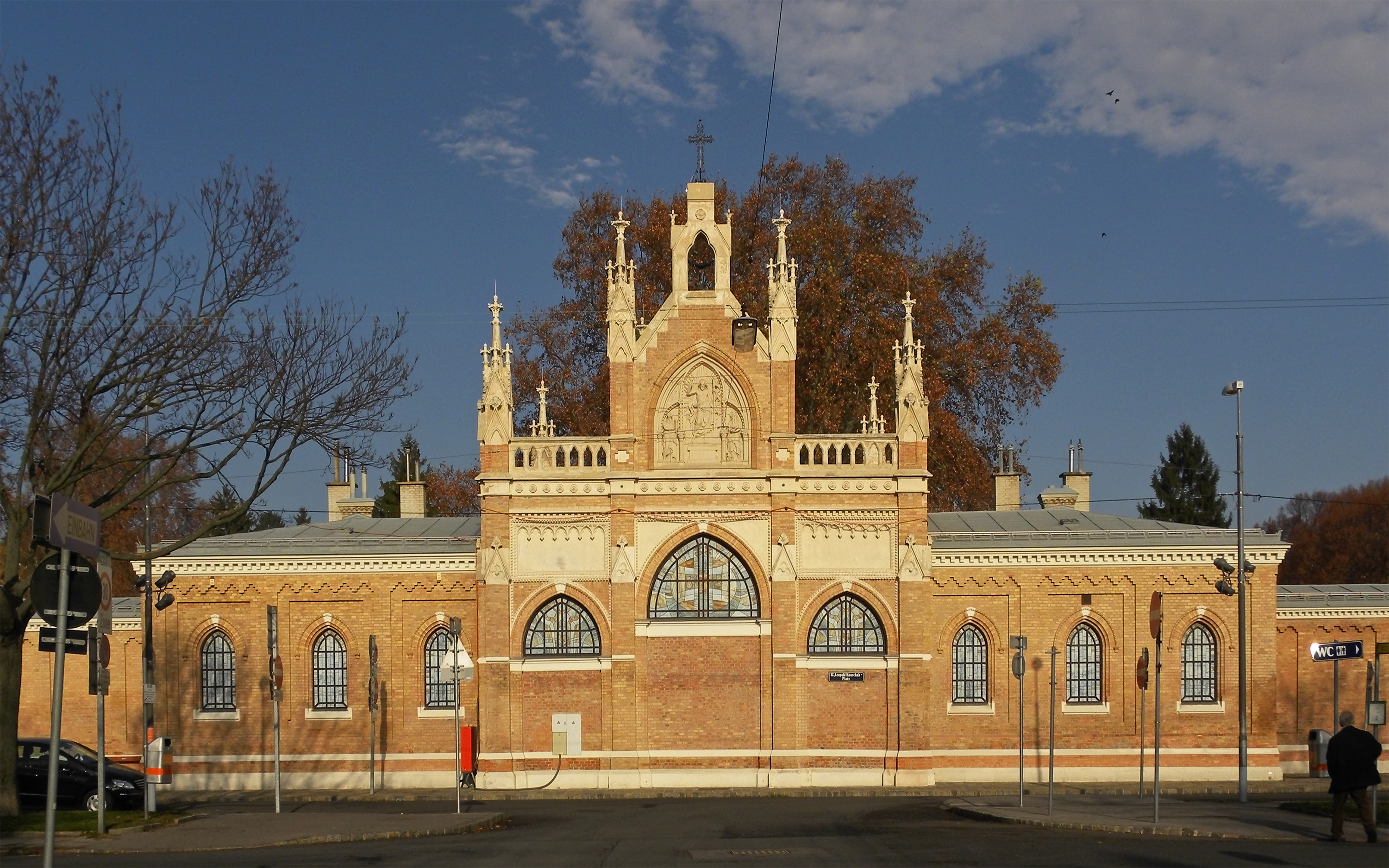
Das Hauptgebäude des Hernalser Friedhofs (1870-2)
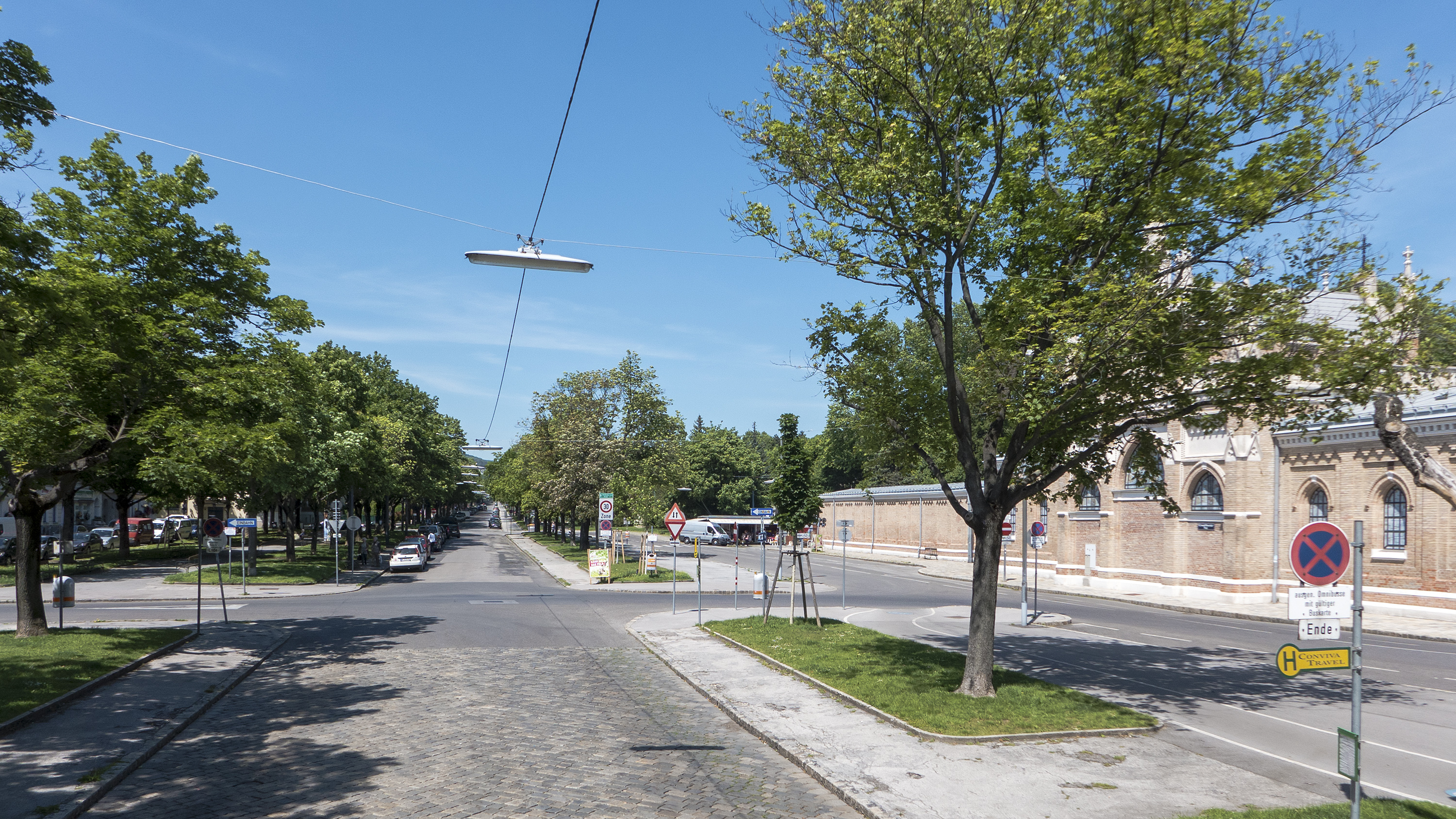
Kunschak-Platz, Mittelbereich (Busparkplatz) mit Blickrichtung Alszeile
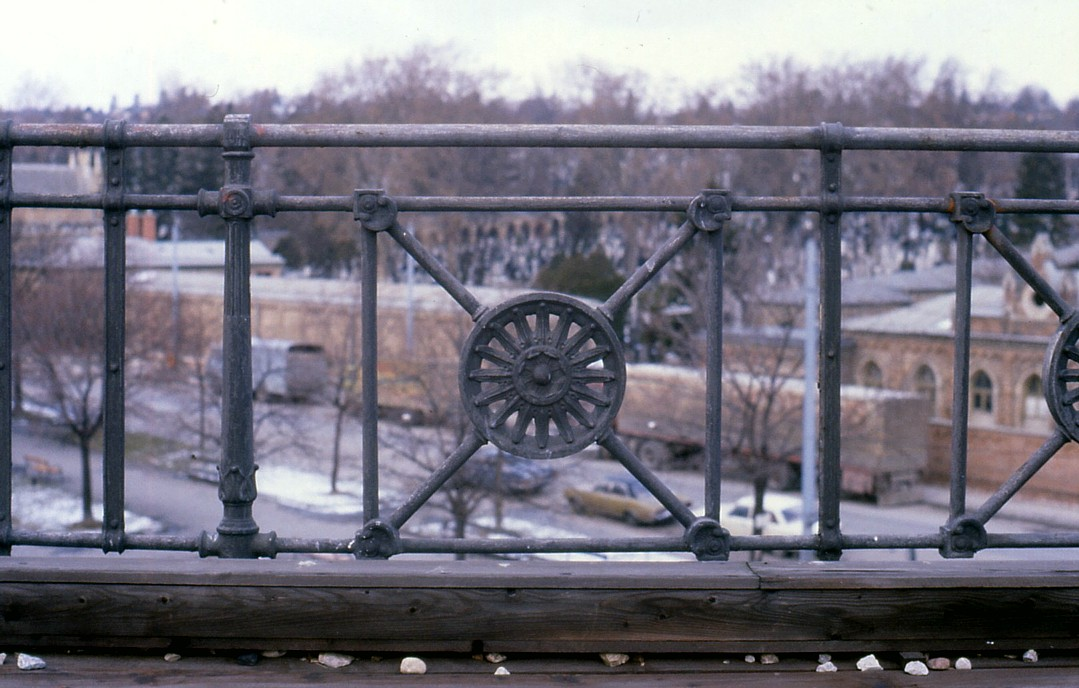
Kunschak-Platz mit Friedhofsmauer von der Brücke aus gesehen
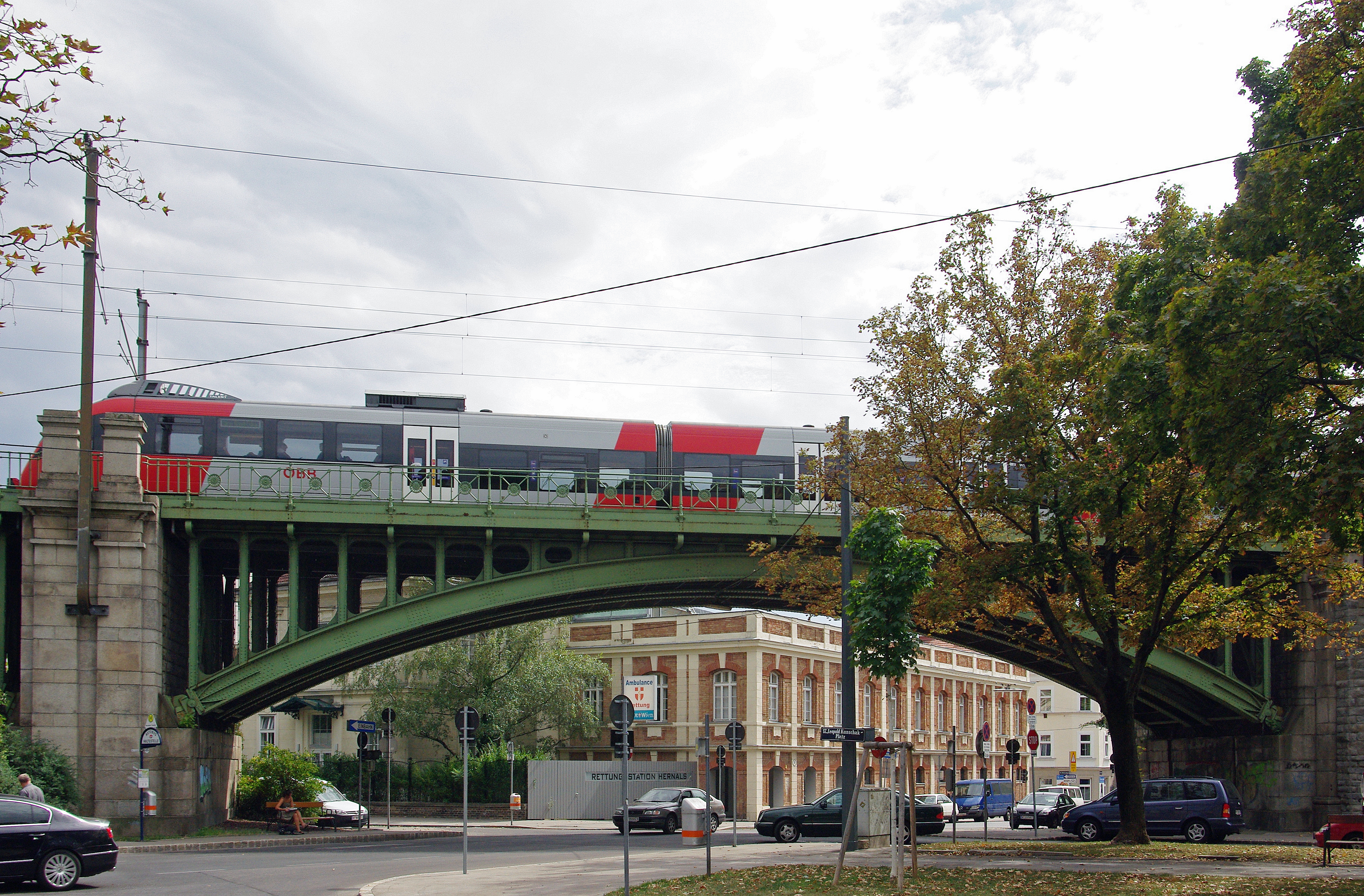
Südostbereich des Platzes mit Brücke der Vorortelinie und Rettungsstation Hernals